# Zardālū
Zardālū (persiska: زردالو, سَرد لَری, زَردلو) är en ort i Iran.   Den ligger i provinsen Ardabil, i den nordvästra delen av landet, 400 km nordväst om huvudstaden Teheran. Zardālū ligger 1 552 meter över havet och antalet invånare är 141.
Terrängen runt Zardālū är kuperad åt nordväst, men åt sydost är den platt. Runt Zardālū är det ganska tätbefolkat, med 139 invånare per kvadratkilometer. Närmaste större samhälle är Ardabil, 12,7 km norr om Zardālū. Trakten runt Zardālū består i huvudsak av gräsmarker.